# Tuddenham St Martin
Tuddenham St Martin – wieś i civil parish w Anglii, w hrabstwie Suffolk, w dystrykcie East Suffolk. Leży 5 km na północny wschód od miasta Ipswich i 112 km na północny wschód od Londynu. W 2011 roku civil parish liczyła 353 mieszkańców. Tuddenham jest wspomniana w Domesday Book (1086) jako Tod(d)enham/Totdenham/Tude(n)ham.